# Ievgueni Romànov
Ievgueni Romànov (en rus: Евгений Романов; nascut el 2 de novembre de 1988 a Kaliningrad, Rússia) és un jugador d'escacs rus, que té el títol de Gran Mestre des de 2007.
A la llista d'Elo de la FIDE del desembre de 2021, hi tenia un Elo de 2566 punts, cosa que en feia el jugador número 52 (en actiu) de Rússia. El seu màxim Elo va ser de 2662 punts, a la llista de juny de 2013 (posició 84 al rànquing mundial).

## Resultats destacats en competició
El 1998 Romànov va guanyar el Campionat del món Sub-10 a Orpesa.
Va participar en la Copa del món d'escacs de 2011 on hi fou eliminat en primera ronda per Borís Gratxev.
El maig de 2013 va guanyar la medalla de bronze al Campionat d'Europa individual.
El desembre de 2013 empatà als llocs 1r–4t amb Carlos Antonio Hevia Alejano, Yusnel Bacallao Alonso i Renier González al 4t torneig obert ITT Jahv McGregor a Bogotá, Colòmbia, i va guanyar el trofeu al tie-break.
El desembre de 2016 fou campió del Festival Sunway Sitges amb 7 punts de 9, superant en el desempat a Romain Édouard, Josep Manuel López Martínez i Gata Kamsky.

## Partides notables
- Sergey Volkov vs Evgeny Romanov (2008)
- Nikita Vitiugov vs Evgeny Romanov (2009)